# Stebbing
Stebbing est un village et une paroisse civile de l'Essex, en Angleterre.

## Histoire
Stebbing est mentionné dans le Domesday Book.
À 800 mètres au nord-ouest de l'église se trouve The Mount, le monticule entouré de douves identifié comme étant un vestige du château médiéval.
À la fin du XIIIe siècle, le manoir de Stebbing passa brièvement à la maison écossaise de Douglas en vertu du mariage de Guillaume le Hardy, seigneur de Douglas (en), avec Eleanor de Lovaine, la veuve de Guillaume de Ferrers de Groby. Eleanor était une pupille d'Édouard Ier et fit transformer les manoirs de son défunt mari, Stebbing et Woodham Ferrers, en dot pour un futur remariage. Douglas s'est enfui avec Eleanor, alors qu'elle s'occupait des domaines de son défunt mari en Écosse, et l'a épousée vers 1288. Douglas, une figure importante du côté écossais lors de la première guerre d'indépendance écossaise, vit finalement ses manoirs anglais confisqués en 1298 lorsqu'il mourut des suites de mauvais traitements dans la Tour de Londres. Son fils Hugh Douglas ayant été capturé précédemment à Stebbing en 1296, par le shérif d'Essex.